# 寺西正司
寺西 正司（てらにし まさし、1947年2月6日 - ）は、日本の銀行家で、元UFJ銀行頭取。元全国銀行協会会長。広島県因島市出身。大阪府高槻市在住。

## 来歴・人物
三和ドック創業者寺西儀正の次男として生まれる。寺西重郎（一橋大学名誉教授）は兄、三和ドック社長を継いだ寺西勇は弟。兄弟3人とも広島県立因島高等学校出身。1965年広島県立因島高等学校卒業。1969年大阪大学経済学部卒業後、三和銀行に入行。1973年ノースウェスタン大学でMBAを取得。1995年三和銀行取締役、1999年に専務に就任。2002年には金融持株会社・UFJホールディングスの傘下で三和銀行と東海銀行が合併して誕生したUFJ銀行の初代頭取に就任。
当初は、三和銀行の2001年当時の頭取であった室町鐘緒が就任する予定だったが2001年3月期決算において赤字の見通しとなり就任が困難な情勢となったため、副頭取に内定していた寺西が昇格する形で就任することとなった。
2004年の3月期決算において損失引き当ての大幅な積み増しによって約4000億円の赤字となった。2期連続の赤字となり経営責任を取って2004年5月、後任に取締役ではなかった常務執行役員・沖原隆宗を指名して辞任した。
寺西の頭取としての実績は、最長24時間稼働ATMコーナーの積極的な展開と24時間対応コールセンター、土日営業を実施するUFJプラス店舗の展開などリテール部門のチャネル改革プロジェクト「UFJ24」がある。この施策は三菱東京UFJ銀行にも引き継がれているが、東京三菱銀行側の救済による勘定系システムの吸収統合により、全店統合が完了した2009年になってから24時間稼働のATM以外は縮小ないしは廃止されたものもある。
2024年6月7日よりACジャパン監事。